# Isili
Isili (sardisk: Ìsili) er en by og en kommune (comune) i provinsen Sud Sardegna i regionen Sardinien i Italien. Byen ligger i 523 meters højde og har 2.748 indbyggere (2016). Kommunen har et areal på 67,84 km² og grænser til kommunerne Gergei, Gesturi, Laconi, Nuragus, Nurallao, Nurri, Serri og Villanova Tulo.